# 佩尔什地区雷马拉尔
佩尔什地区雷马拉尔（法語：Rémalard en Perche，法語發音：[ʁemalaʁ ɑ̃ pɛʁʃ]）是法国奥恩省的一个市镇，属于莫尔塔涅欧佩什区。该市镇于2016年由原市镇于讷河畔贝卢、多尔索和雷马拉尔合并而成，行政中心位于雷马拉尔。

## 地名
佩尔什（Perche）是法国的一个传统地区，雷马拉尔（Rémalard）则是该市镇的前身及主体。

## 地理
佩尔什地区雷马拉尔（48°25'44"N, 0°46'20"E）面积50.68 平方千米，位于法国诺曼底大区奧恩省，该省份为法国西北部内陆省份，北起顺时针与卡爾瓦多斯省、厄尔省、厄尔-卢瓦省、萨尔特省、马耶讷省和芒什省接壤。
与佩尔什地区雷马拉尔接壤的市镇（或旧市镇、城区）包括：比祖、于讷河畔库尔莫日、勒马日、穆捷欧佩什、圣日耳曼德格鲁瓦、佩尔什昂诺塞、韦里耶尔、布勒通塞勒。
佩尔什地区雷马拉尔的时区为UTC+01:00、UTC+02:00（夏令时）。

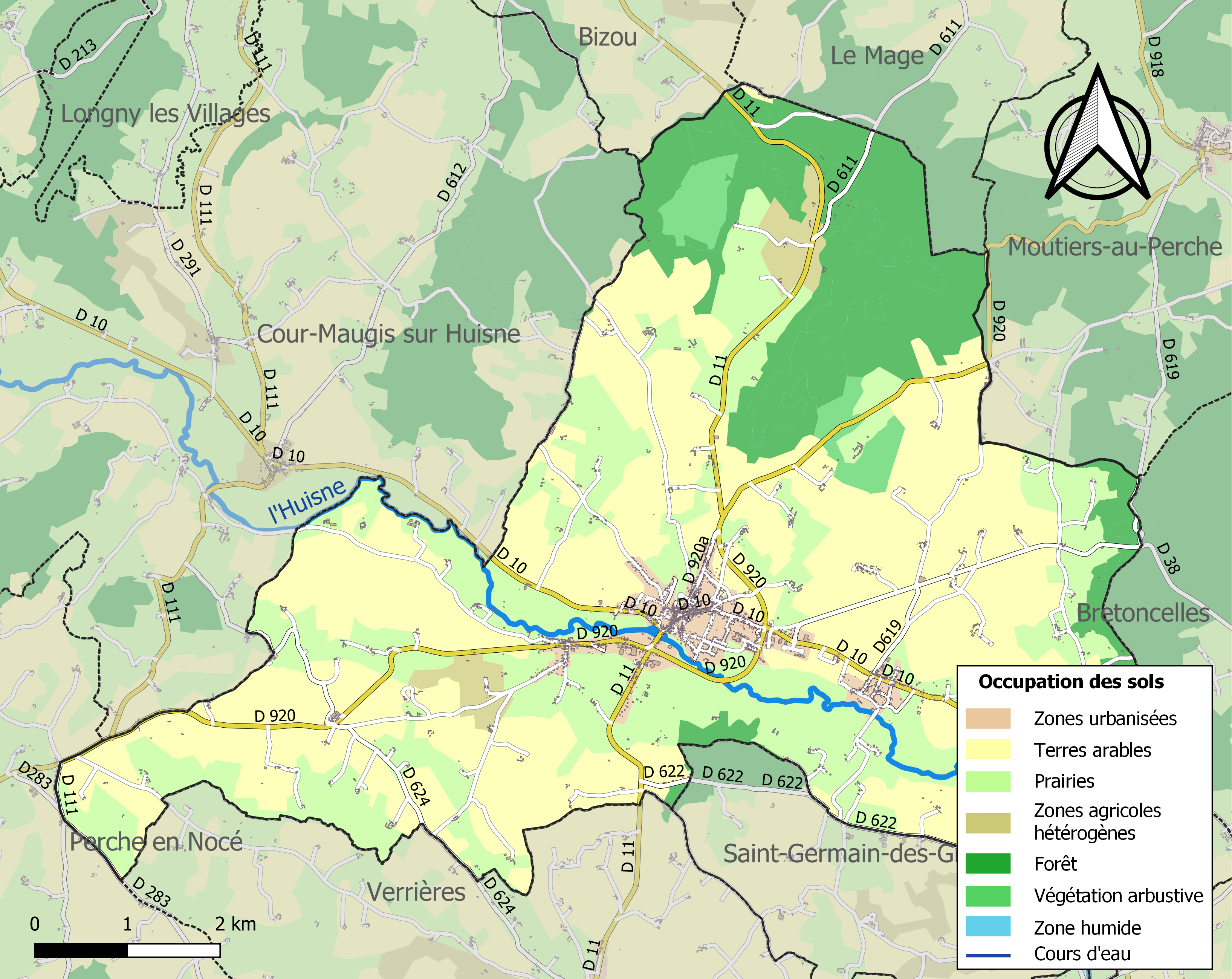
佩尔什地区雷马拉尔的OSM定位图

## 行政
佩尔什地区雷马拉尔的邮政编码为61110，INSEE市镇编码为61345。

## 政治
佩尔什地区雷马拉尔所属的省级选区为布勒通塞勒县。

## 人口
佩尔什地区雷马拉尔于2022年1月1日时的人口数量为1892人。